# Diósviszló
Diósviszló es un pueblo ubicado en el distrito de Siklós, en el condado de Baranya, Hungría.

## Superficie
Posee una superficie de 15,81 kilómetros cuadrados.

## Demografía
Hasta 2019 la población era de 662 habitantes, con una densidad de población de 41,87 habitantes por kilómetro cuadrado.